# Stenodontus tristis
Stenodontus tristis är en stekelart som först beskrevs av Carl Gustav Alexander Brischke 1892.  Stenodontus tristis ingår i släktet Stenodontus och familjen brokparasitsteklar. Inga underarter finns listade i Catalogue of Life.